# Кордильєра-де-Урубамба
Кордильєра-де-Урубамба (ісп. Cordillera de Urubamba або Cordillera Urubamba) — гірський хребет в Перуанських Андах, частина гірського масиву Кордильєра-Орієнталь, розташована між річками Урубамба і Паукартамбо. Найбільші вершини: Сауасірай (5818 м), Вероніка (5682 м) і Чікон (5530 м).